# سباستین گوندوئن
سباستین گوندوئن (انگلیسی: Sébastien Gondouin؛ زادهٔ ۱۵ مارس ۱۹۷۶) بازیکن فوتبال اهل فرانسه است.
از باشگاه‌هایی که در آن بازی کرده‌است می‌توان به باشگاه فوتبال استاد رنس اشاره کرد.